# Miguel Baca Rossi
Miguel Baca Rossi (Pimentel, 30 de octubre de 1917 - Lima, 14 de noviembre de 2016) fue un escultor peruano reconocido por su obra de estilo figurativo expresionista, tanto monumental como de pequeño formato. “Retratista” por excelencia, ha perennizado a personajes emblemáticos de la cultura peruana e internacional. Observador constante del alma y el sentir humanos plasma en rostros y cuerpos humanos la ternura, el amor, la esperanza, el orgullo, la juventud, la vejez, el deporte, la lucha social. Ha dedicado su vida al arte y a la enseñanza.

## Biografía
Hijo de Miguel Baca Sosa y Margarita Rossi Aste, comenzó a modelar sobre pequeñas piezas de yeso en el taller de fundición de su padre. Estudió en el Colegio San José de Chiclayo donde conoció al maestro Karl Weiss, director de esa institución escolar por 28 años. Weiss se convirtió en su mentor y amigo, lo estimuló e influyó positivamente en su formación humanista y artística. 
A los 18 años viajó a Lima para seguir medicina en la Universidad Mayor de San Marcos, pero, aunque fascinado por la medicina topográfica, la abandona para pasar a la Escuela Nacional de Bellas Artes, de la que egresa como escultor y docente (título de Artista Plástico y profesor en Artes Plásticas) en 1943. 
Inició su carrera de educador en el colegio Lima San Carlos cuando estaba concluyendo sus estudios de arte. Sus primeras exposiciones y encargos le abren camino en el oficio. Inició su obra monumental en 1944 con el mausoleo al prócer de la independencia del Perú, coronel José Leonardo Ortiz, al que siguió en 1946 la Virgen Inmaculada, que donó para el frontis de la Catedral de Chiclayo. Al año siguiente terminó la realización de modelos botánicos y anatómicos destinados a la pedagogía para colegios y universidades en el Perú y posteriormente, en 1952, son solicitados también para Colombia y Venezuela. En ellos utiliza el entonces revolucionario material plástico, donde cada órgano y parte del cuerpo humano de tamaño natural es descrito en el volumen, a detalle preciso y en piezas desmontables. 
Se casó en 1953 con la lambayecana Carlota Ruiz Altuna, con quien tuvo 5 hijos. Fundó el Colegio Elías Aguirre y durante 40 años se dedicó a la formación académica y artística en universidades de Lima, como la Nacional de Ingeniería o la Católica del Perú. En 1951 se convirtió en profesor de su alma máter en la cátedra de Anatomía Artística y Escultura, trayectoria académica que culminó allí en 1985 como director general.
Muchas de sus obras se encuentran en colecciones privadas de todo el mundo mientras sus monumentos, bustos y relieves adornan edificios y plazas en Perú (en Lima, Chiclayo, Lambayeque, Trujillo, Piura, Huaraz, Puno, Cuzco, Santiago de Chuco, Huarochirí, Cerro de Pasco, Huánuco, Cajamarca, entre otras) y el extranjero (Argentina, Chile, Ecuador, Uruguay, Colombia, Venezuela, Brasil, El Salvador, México, Estados Unidos de América, Filipinas, Portugal, España, Rusia, Holanda, Ciudad del Vaticano. Algunas de sus obras las ha donado a diversas instituciones culturales y sociales.
Diversos homenajes y reconocimientos formales e informales se han realizado en agradecimiento a su labor constante en la enseñanza, en honor a su trayectoria, por su aporte al arte, y constante promoción y difusión de la cultura y arte en el Perú. En 1983 recibió la Orden de las Palmas Magisteriales en el grado de Maestro[cita requerida] y en 1997 la Orden al Mérito por Servicios Distinguidos en el grado de Gran Oficial.
En el 2015 la Escuela Nacional de Bellas Artes del Perú lo distinguió con la Medalla de Honor Daniel Hernández y en 2015 fue incorporado como miembro honorario al International Council for Monuments and Sites (ICOMOS)-

## Su técnica

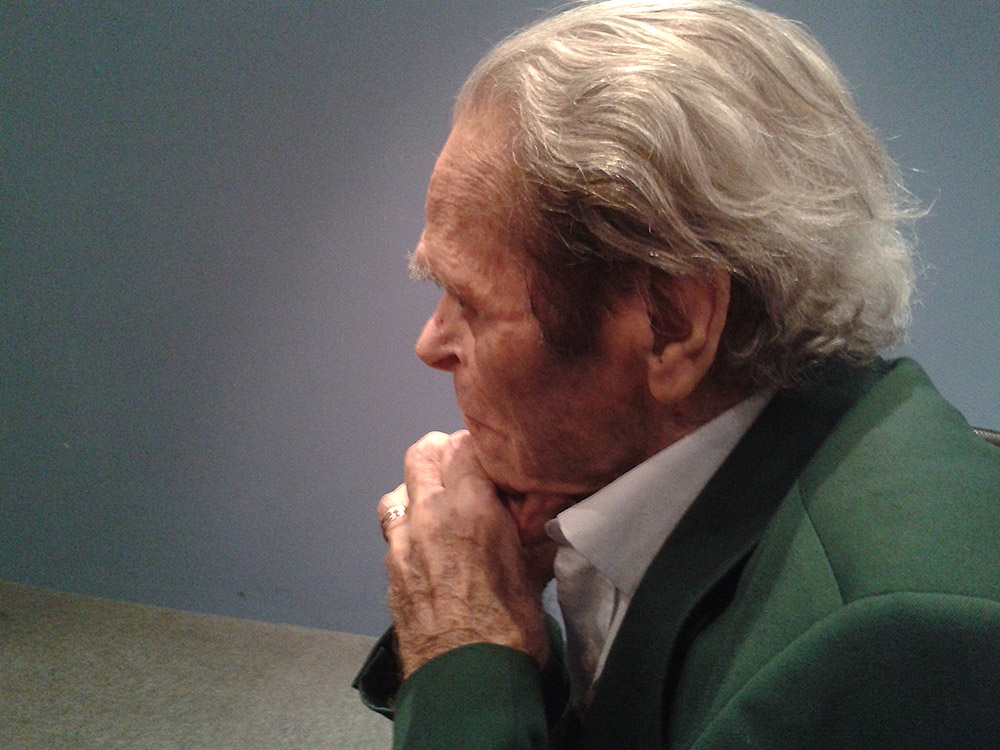
El escultor en 2015

Baca Rossi mostró desde el inicio de su carrera una línea ascendente que llegó a un nivel estético. Si bien sus primeros trabajos, que pertenecen a su época de alumno de la Escuela Nacional de Bellas Artes, fueron ejecutadas con modelos de ese centro y recibieron la conducción de sus maestros, muy temprano el escultor, va liberándose de academicismos, y en el oficio constante, da rienda suelta a su intensidad emocional y entusiasmo creativo. La constante observación y el estudio de los múltiples problemas plásticos lo llevan a la búsqueda de caminos propios con sensibilidad y habilidad. El escultor ya no utiliza modelos, no hay maquetas ni bosquejos, sí un trabajo interior,  para entender, para crear en la arcilla. “Todo es parte de un proceso”… - dice en 1998- “Se empieza con el armazón de fierro, alambre y barro. Poco a poco, se va modelando la idea de que no es sólo una estatua, un individuo, una representación estática lo que se está trabajando, sino que se tiene que lograr darle espíritu. Llega el instante mientras se está abstraído en el trabajo, en donde se logra tener la facultad y la facilidad de darle expresión: entonces, el personaje que se modela impresiona de tal modo a quien lo hace, que allí queda, como suspendido en una fotografía. Parece mentira pero así es…”. 
El conocimiento de la anatomía humana ha contribuido en gran medida al logro de esa capacidad expresiva que el artista da a sus personajes, con proporciones y características anatómicas exigentes en la búsqueda de sentimientos, espiritualidad y reconocimiento de valores humanos.
Su destreza técnica se deja ver también en el dominio de materiales diversos como en el mármol, granito, bronce, plata, aluminio, entre otros.

## Su época y la crítica
Pertenece a una generación de escultores que sale a la luz entre los años 40 y los 50, período marcado por cambios políticos y sociales y tendencias de renovación y afianzamiento del arte moderno en el Perú. Les toca un espacio físico y estético en el que pocos escultores habían intervenido, el Perú no contaba con salas de exposiciones, no había estímulos para los artistas, ni críticos de arte. Poco a poco se experimenta una sensibilidad hacia el arte y la cultura modernos. Se funda la Sociedad de Bellas Artes, la Galería de Lima, la Asociación Nacional de Escritores y Artistas (ANEA), el Instituto Cultural Peruano Norteamericano (IPCNA) y la Sociedad Entre Nous (Asociación Peruano –Alemana)  El indigenismo desaparece y se recupera posteriormente proponiendo un contenido más social y político. Nace una corriente universalista, de propuestas europeas, que van al “espíritu de la época” y también el arte abstracto con todos sus fundamentos estéticos y culturales.
En este contexto, dice Mihaela Radulescu, exdirectora del Museo de Arte de la Universidad Nacional Mayor de San Marcos, “Baca Rossi desarrolla una doble tendencia: una morfológica, monumentalista, dedicada a personajes ilustres del Perú y América Latina y otra, compositiva, en obras de pequeñas dimensiones, por lo general, a través de la cual crea implícitas historias que se anclan en la espiritualidad peruana, con valores perennes, La primera tendencia explora la línea figurativa, otorgando atención a los detalles fisionómicos. La estilización de los volúmenes asegura una lectura psicológica a los personajes representados. Su talento de retratista es indiscutible, pero también resaltan valores como la fluidez de la línea, la síntesis volumétrica que ponen de manifiesto su ideal clásico de expresividad, en el sentido de la aspiración de captar la estructura duradera del ser humano, su carácter subrayado por las actitudes asumidas por los personajes- como actualización de una fuerza interior, capaz de dejar entrever la vida espiritual y afectiva de los personajes.  Los rostros, las posturas, los gestos, hacen que sus personajes parezcan sorprendidos en un momento en que dejan fluir hacia afuera su tensión lírica, su capacidad de simbolizarse a ellos mismos… La segunda tendencia, lo muestra siempre interesado en la figura humana, como realidad necesaria para su discurso sobre el mundo, está tentado por el componente morfológico. Se vislumbra la capacidad del artista de plantear su interés por el personaje tanto en el registro dramático como en el registro lírico, en una dialéctica que se muestra abierta. Prevalece en el marco de ésta tendencia su gusto por la unidad y coherencia de los volúmenes compuestos, que encamina la lectura hacia la percepción del conjunto, del ambiente, de la costumbre, del espacio cultural representado. Pese a una visión antropomórfica, se imponen las escenas taurinas, los caballos, como impresionantes realizaciones de la fuerza vital…”

## Reconocimientos y distinciones
A la largo de su carrera, ha recibido diversos honores y distinciones: el reconocimiento como Vecino distinguido de la Ciudad de Lima Metropolitana; el de Vecino Ilustre del Distrito de San Isidro; la condecoración de la Embajada de Italia, del Instituto Nacional de Cultura de Lima y una Moción de Saludo del Congreso de la República, la Orden de las Palmas Magisteriales en el grado de Maestro (1983) y el título honorífico de Profesor Emérito de la Escuela Nacional de Bellas Artes del Perú.
En el 1999, la Presidencia de la República del Perú le confiere la Orden al Mérito por Servicios Distinguidos en el grado de Gran Oficial, reconociéndolo como la máxima personalidad de la escultura peruana. A inicios del 2004, la Municipalidad de Lima Metropolitana realiza una exposición retrospectiva de su obra en la Galería de Arte Pancho Fierro y le otorga la Medalla de Lima en reconocimiento a su labor artística. Más de 10 000 personas visitaron y apreciaron la muestra. Asimismo, en el Día Mundial de la Educación, la Derrama Magisterial, lo inviste con la Medalla de Honor José Antonio Encinas por su trabajo profesional en beneficio de la cultura del país. 
- 1945 Diploma de Honor de la Municipalidad de Chiclayo, Lambayeque.
- 1951, 1958 y 1959 Diploma de Honor y Medalla de Oro otorgados por el Consejo Provincial de Chiclayo, Lambayeque
- 1981 Homenaje por su “30 años como Maestro de la Escuela Nacional de Bellas Artes del Perú.
- 1983 Condecoración Palmas Magisteriales del Perú” en el grado de Maestro.
- 1991 “Medalla de la Ciudad” y “Vecino Ilustre” concedido por la Municipalidad de Lima.
- 1994 Nombrado “Profesor Emérito”y Gran Medalla “Daniel Hernández” de la Escuela Nacional de Bellas Artes del Perú.
- 1997 Se le rinde homenaje en el Museo de la Nación por sus 80 años de vida.
  - "Condecoración de la Cultura” del Instituto Nacional de Cultura.
  - "Hijo Predilecto” otorgado por la Embajada Italiana y el Instituto Italiano de Cultura.
  - "Moción de Saludo del Congreso de la República".
  - "Vecino Ilustre del Consejo Distrital de San Isidro".
- 1998 “Miembro Honorario” de la Asociación Bolivariana del Perú.
- 1999  “Condecoración de la Orden” en el grado de Gran Oficial por Servicios Distinguidos” otorgado por la Presidencia de la República, reconociéndosele como la máxima personalidad de la escultura nacional contemporánea.
- 2003 Recibe la Distinción del Colegio de Arquitectos del Perú.
- 2004 Medalla de Honor “José Antonio Encinas” en el Día Mundial de la Educación, Derrama Magisterial.
  - “Medalla del Señor de Sipán” otorgada por la Región Lambayeque.
- 2005 “Ilustre Caballero Lambayecano”, reconocimiento de la Región Lambayeque.
  - “Miembro Vitalicio” del instituto Libertador Ramón Castilla, Lima.
- 2006 Se Inaugura el “Pasaje Miguel Baca Rossi”, gestión del Club Deportivo Social y Cultural “Estudiantes” de la Municipalidad de Pimentel- su ciudad natal- y Municipalidad de Chiclayo.
  - Nombrado “Hijo Ilustre” y recibe “Las llaves de la Ciudad”.
  - Medalla de Oro y Diploma del Colegio Nacional “San José” de Chiclayo, en el que estudió.
- 2007 Homenaje y Trofeo Arquitectura Artemio Ocaña Bejarano.
- 2012 Diploma de Honor del Congreso de la República en reconocimiento a su valiosa trayectoria y vocación de servicio en bien del desarrollo del país.
- 2015 Homenaje de la Escuela Nacional Superior Autónoma de Bellas Artes del Perú, Colegio de Arquitectos del Perú y Colegio de Arquitectos de la Región Lambayeque, Instituto Nacional de Cultura de Lambayeque.
  - Miembro Honorario de ICOMOS, International Council for Monuments and Sites, sede  Perú, por su prolífica labor a favor de las artes.
- 2015 Medalla de Honor “Daniel Hernández”, máxima condecoración que otorga la Escuela Nacional de Bellas Artes del Perú

## Principales esculturas en el Perú y el mundo

### Monumentos

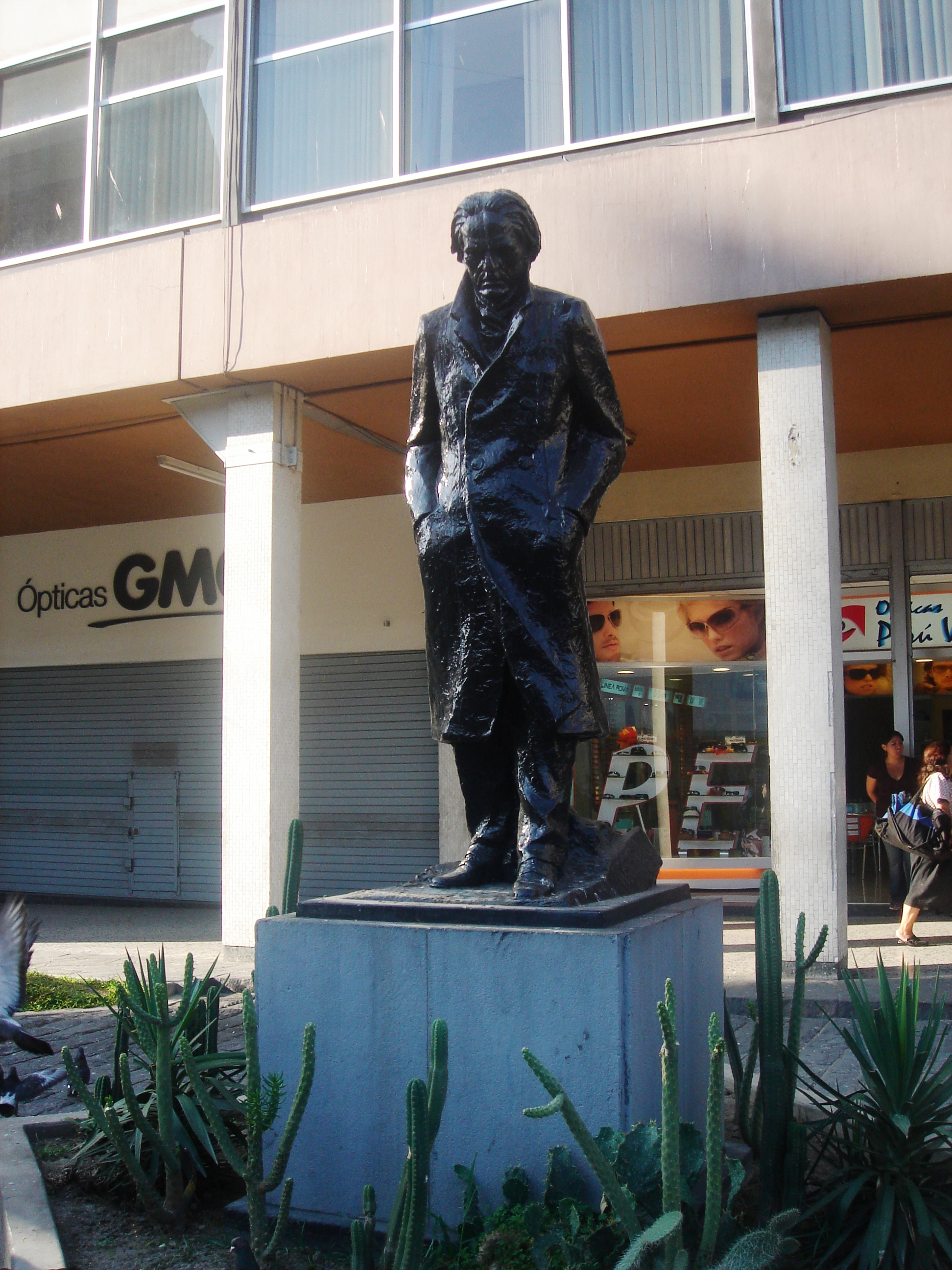
Monumento a César Vallejo.

- Mausoleo al Benemérito de la Patria, coronel José Leonardo Ortiz,  1944, Chiclayo; granito reconstruido de 5 m de alto.
- Monumento a la Virgen Inmaculada, 1946; donación del autor Catedral de Chiclayo; granito reconstruido de 4,5 m de alto.
- Alegoría Abstracta de las Cuatro Regiones Naturales del Perú, 1966,  Lima; granito reconstruido de 5 m de alto.
- Niños jugando, 1969, Lima; bronce.
- La familia, 1970; bronce y granito; 5 m de alto.
- Monumento al mariscal Toribio de Luzuriaga, 1974, Plaza de Armas de Huaraz; bronce, 2,2 m de alto.
- Monumento a san Juan Bosco, 1976, atrio de la Basílica de María Auxiliadora, Lima; bronce, 2 m de alto, con relieves en el pedestal.
- Monumento al héroe nacional de la Aviación Militar capitán José Quiñones Gonzales, 1979, Lima; acero inoxidable, 15 m de alto.
- Santorín, monumento al purasangre peruano del mismo nombre, 1981; Lima.
- Monumento a José Carlos Mariátegui, 1982, Lima; bronce, 2 m de alto.
- Monumento al líder aprista Víctor Raúl Haya de la Torre, 1982, Lima; bronce, 2,3 m de alto.
- Monumento al profesor Karl Weiss Schereiber, 1982, Chiclayo; bronce, 2 m de alto
- Estatua de César Vallejo en la Plazuela del Teatro frente al Teatro Segura, Lima; bronce.
- Monumento a los Heroicos Cabitos de la Guerra del Pacífico, 1983, Lima, bronce, 2 m de alto.
- Monumento al historiador Jorge Basadre, 1983, Lima; bronce, 2 m de alto.
- La madre, monumento de bronce, 1,8 m de alto; 1984, Puno.
- Cabeza Monumental al maestro Víctor Andrés Belaúnde, 1985, Lima; bronce de 2,3 m de alto.
- Monumento al mariscal Andrés Avelino Cáceres, 1989, Palacio de Gobierno, Lima; bronce de 1,88 m de alto.
- Monumento al coronel Pedro Ruiz Gallo, 1989, Plaza de Armas de Ciudad Eten, bronce, 5 m de alto.
- Monumento al estadista y escritor peruano Manuel González Prada, 1992, Lima; bronce de 2 m de alto.
- Monumento al líder aprista Víctor Raúl Haya de la Torre; 1996, Trujillo, departamento La Libertad; bronce de 4 m de alto
- Monumento al Gran Mariscal del Perú y libertador de Chile Bernardo O’Higgins, 1997, Lima; bronce y granito, 2 m de alto.
- Monumento al Libertador Simón Bolívar, 1998, Lima; bronce y granito, 2 m de alto
- Monumento a santa Rosa de Lima, 1999, Lima; granito reconstruido de 5 m de alto.
- Estatua de san Martín de Porres, 1983: Manila, Filipinas y Lima, en la Casa de Santa Rosa ; granito reconstruido de 1,8 m de alto.
- Estatuilla de san Martín de Porres, 1984, Ciudad del Vaticano; plata, 48 cm de alto.
- Monumento al poeta César Vallejo, 2001, Quito, Ecuador; bronce de 2,35 m de alto.

### Retratos
- Busto del maestro Víctor Andrés Belaúnde, 1968, Universidad de Miami; EE. UU, bronce (62×46×31 cm)
- Busto del Inca Garcilaso de la Vega, 1979, bronce de 80×67×45 cm en Lisboa, Portugal; Instituto Nacional de Cultura en Lima; en San Salvador; en Córdoba- Argentina; en Huelva- España.
- Busto del escritor peruano y prócer de la independencia  Juan Pablo Vizcardo y Guzmán. 1984. Montevideo- Uruguay. Bronce artístico de (62×43×25 cm)
- Busto del poeta peruano Nicolás Corpancho. 1984. Ciudad de México- México. Bronce artístico (62×46x31 cm)
- Busto del líder político Víctor Raúl Haya de la Torre, 1987, Washington D. C., EE. UU; mármol de Carrara (80×60×45 cm)
- Busto del precursor de la independencia del Perú, José Gabriel Condorcanqui, Túpac Amaru 1989, Lima – Perú. Resina artística (61×44×30 cm)
- Busto del poeta peruano Juan Parra del Riego. 1987. Montevideo- Uruguay. Bronce artístico (62×43×25 cm)
- Busto de la cantante y compositora Chabuca Granda.  1988. Lima- Perú. Bronce artístico (62×43×25 cm)
- Busto del matemático Federico Villareal. 1989. Lambayeque- Perú. Bronce artístico (62×46×31 cm)
- Busto del estadista y militar Antonio José de Sucre. 1989. Palacio de Gobierno, Lima- Perú. Bronce artístico (50×43×20 cm)
- Busto del Prócer de la independencia del Brasil Tiradentes, Joaquim José da Silva Xavier, 1991. Embajada de Brasil, Lima-Perú. Bronce artístico (62×46×31 cm)
- Busto de Andrés Towsend Escurra, 1994, Congreso de la República, Lima- Perú y en Sao Paulo- Brasil. Bronce artístico (57×40×26 cm)
- Busto del escritor peruano Julio Ramón Ribeyro Zúñiga. 1995. Lima – Perú. Bronce artístico (63×40×25 cm)
- Busto del magnate Luis Banchero Rossi. 1995. Lima-Perú. Bronce artístico (62×46×31 cm)
- Busto del escritor peruano Ricardo Palma. 1996. Lambayeque- Perú. Bronce artístico (62×43×25 cm)
- Relieve - retrato del escritor y entomólogo Vladimir Nabokov. 2002. Museo Vladimir Nabokov – San Petersburgo, Federación Rusa. Donación de Gerard de Vries.
- Medallón relieve del historiador peruano Jorge Basadre. 2002. Biblioteca Nacional, Lima; donación del escultor.
- Busto del líder peruano Víctor Raúl Haya de la Torres. 2010. Sao Paulo – Brasil. Bronce (62×46×31 cm)